# Райково (Татарстан)
Райково — деревня в Пестречинском районе Татарстана. Входит в состав Янцеварского сельского поселения.

## География
Находится в северо-западной части Татарстана на расстоянии приблизительно 26 км на восток по прямой от районного центра села Пестрецы у речки Мёша.

## История
Основана во второй половине XVIII века. 

## Население
Постоянных жителей было: в 1859 — 81, в 1897—128, в 1908—163, в 1920—201, в 1926—237, в 1938—249, в 1949—334, в 1958—203, в 1970—178, в 1979—121, в 1989 — 66, в 2002—28 (татары 68 %, русские 32 %), 19 в 2010.